# Mission: Impossible III
Mission: Impossible III (skracane do M:i:III lub MI3) – trzeci film z serii Mission: Impossible, bazujący na serialu telewizyjnym Mission: Impossible. Rolę główną ponownie zagrał Tom Cruise.
Film wyreżyserowany został przez producenta seriali Agentka o stu twarzach i Zagubieni, J.J. Abramsa. Pierwszy raz film pokazany został 26 kwietnia 2006 na festiwalu Tribeca Film Festival, a w kinach amerykańskich od 5 maja 2006. Niespodzianką było pokazanie filmu w Stanach Zjednoczonych później, niż w innych krajach na świecie, gdzie film wyświetlany był od 3 lub 4 maja. Zdjęcia rozpoczęto w Rzymie w czerwcu 2005. Inne lokalizacje, w których kręcony był film to Berlin, Włochy (Caserta), Szanghaj, Xitang, Wirginia (Richmond) i Kalifornia (Los Angeles).

## Fabuła
Ethan Hunt (Tom Cruise) odszedł z IMF, ponieważ chce wieść spokojne życie ze swoją żoną Julią, pielęgniarką (Michelle Monaghan).
Film rozpoczyna się in medias res z Julią i Huntem i Davianem, który grozi Huntowi, że zabije Julię. Po tym akcja przenosi się pięć dni w tył. Podczas przyjęcia z okazji zaręczyn Ethana i Julii, Hunt jest wezwany przez dyrektora operacyjnego IMF Musgrave’a (Billy Crudup) na misję. Początkowo odmawia, lecz po obejrzeniu widea ukrytego w aparacie dowiaduje się, że chodzi o uwolnienie jego znajomej, agentki IMF Lindsey Farris (Keri Russell), która została porwana w Berlinie przez handlarza bronią Owena Daviana (Philip Seymour Hoffman). Zgadza się na dołączenie do misji i spotyka członków zebranego zespołu, Declan (Jonathan Rhys Meyers), Luther Strickell (Ving Rhames) i Zhen (Maggie Q). Zespołowi udaje się odbić Lindsey, lecz ona umiera 4 minuty później, gdy ładunek z nitrogliceryną, umieszczony w jej głowie przez Daviana, wybucha. Na pogrzebie Lindsey, Hunt otrzymuje wiadomość od pracownika poczty, że Lindsey wysłała mu paczkę z Berlina. Hunt odbiera list i odbiera mikrofilm ukryty pod znaczkiem.
Wtedy Hunt decyduje się na samodzielny pościg za Davianem, dowiadując się, że ten za dwa dni będzie wizytować w Watykanie. O misji nie dowiedzieli się przełożeni Hunta, ani dyrektor IMF Brassell (Laurence Fishburne) ani dyrektor operacji IMF Musgrave. Przed wyruszeniem na misję Hunt mówi Julii, że wyjeżdża w podróż służbową. W Watykanie zespół przygotowuje maskę dla Hunta, by ten wyglądał jak Davian. Hunt dzięki temu odbiera aktówkę Daviana zawierającą informacje na temat broni zwanej „Królicza łapka” (MacGuffin) i pojmali Daviana. Davian jest przesłuchiwany podczas podróży do USA. Hunt próbuje otrzymać informacje od Daviana na temat Króliczej łapki, lecz ten nie mówi nic poza groźbami skierowanymi pod adresem Hunta i jego żony.
Podczas przewożenia Daviana przez most William Preston Lane Jr. Memorial Bridge, Luther podaje Huntowi ekran z wyświetlanym obrazem z mikrofilmu Lindsey. Wiadomość wideo mówi, że Davian otrzymał telefon z biura Brassella, dlatego ten Davian wiedział, że Lindsey będzie w Berlinie. Ktoś w IMF jest zdrajcą. W tym czasie, UCAV (dokładniej Scaled Composites Model 396) pojawia się i wystrzeliwuje rakiety w most, niszcząc większą jego część. Z helikoptera wyskakuje zamaskowany oddział komandosów w celu odbicia Daviana. Hunt może zestrzelić helikopter za pomocą G36K, lecz kończy mu się amunicja. Krótko po tych wydarzeniach Hunt otrzymuje wiadomość od Daviana, że porwał Julię i jeżeli w ciągu czterdziestu ośmiu godzin Hunt nie dostarczy mu Króliczej łapki z zakładu w Szanghaju, Julia zginie. Hunt natychmiast po tym zostaje otoczony przez agentów IMF, którzy dostali rozkaz aresztowania go. Następnie Hunt zostaje przypięty do łóżka w pokoju przesłuchań IMF. Brassell i Musgrave wchodzą, by powiedzieć swoje zdanie na temat akcji Hunta. Po wyjściu Brassella, Musgrave mówi do Ethana bezgłośnie, że wie, gdzie Davian trzyma Julię i daje mu ostrze, by mógł się uwolnić. Podczas przewożenia do celi, Hunt uwalnia się używając ostrza i pokonuje trzech eskortujących go agentów. Używa ukradzionego radia, aby naśladować głos Brassella i dostarczyć fałszywych informacji na temat swojego pobytu dla jednostek bezpieczeństwa. Po ucieczce z IMF Hunt wylatuje do Szanghaju, gdzie czeka już na niego zespół.
Hunt wykonuje base-jump z jednego budynku na drugi, w którym przechowywana jest Królicza łapka. Hunt i jego zespół zdobywają Króliczą łapkę. Gdy Hunt dociera na miejsce spotkania zostaje upity do nieświadomości. Gdy się wybudza, kapsułka z nitrogliceryną zostaje wszczepiona w jego głowę. Pomimo oddania Davianowi Króliczej łapki, ten domaga się oddania prawdziwej Króliczej łapki. Następnie Davian zabija Julię strzałem w głowę i opuszcza pokój, pozwalając Musgrave’owi wejść i wyjaśnić całą sytuację Huntowi. Davian sprzeda Króliczą łapkę wrogom ze środkowo-wschodniej Ameryki, którzy wykorzystają ją w niedalekiej przyszłości w celu sprowokowania zemsty. Ameryka wtedy przeniesie swoje wojska w celu posprzątania bałaganu. Musgrave mówi, że nie mogli sobie pozwolić na to, aby oddał im podróbkę Króliczej łapki. Wtedy też Musgrave pokazuje, że ofiarą Daviana nie była Julia, tylko tłumaczka Daviana, której ubrano realistyczną maskę, by przypominała Julię. Gdy Musgrave podaje Ethanowi telefon w celu pokazania, że Julia żyje, Hunt ucieka gryząc rękę Musgrave’a. Musgrave upada, a Hunt zabiera z kieszeni jego koszuli długopis, używając go do odblokowania kajdanek i używa jego telefonu w celu odnalezienia Julii.
Hunt znajduje Julię po szaleńczym biegu przez ok. 1,5 km, ale zanim zdążą uciec, Davian ich przyłapuje. Uzbraja ładunek w głowie Hunta i bije go. Jednocześnie mówi, że zabije go na oczach Julii, jak wcześniej mówił, lecz podczas walki Hunt wypycha Daviana prosto przed nadjeżdżającą ciężarówkę, prawdopodobnie zabijając Daviana (jego śmierć nie jest ukazana). Hunt improwizuje tworząc defibrylator w celu unieszkodliwienia ładunku w jego głowie i pokazuje Julii, jak używać i przeładowywać jego Berettę 92F. Julia włącza defibrylator, niszcząc detonator i zatrzymując akcję serca. Zanim zacznie akcję ratowania Ethana, Julia musi zabić Musgrave’a, który przybył z Króliczą łapką. Potem Julia próbuje szaleńczo wskrzesić Ethana, lecz gdy sztuczne oddychanie zawodzi, zaczyna uderzać pięścią w jego klatkę piersiową, co powoduje ożywienie go. Gdy idą ulicami Szanghaju, Hunt wyjaśnia jej, że pracuje dla agencji nazwanej Impossible Mission Force.
Po powrocie do kwatery głównej IMF, Brassell mówi Huntowi, że jego działania dały mu rozgłos w Białym Domu, który zaoferował mu specjalną pracę. Hunt odpowiada, że przed podjęciem decyzji pojedzie spędzić z Julią miesiąc miodowy. Przy okazji Hunt pyta Brassella, czym właściwie jest Królicza łapka, a Brassell zobowiązuje się to wytłumaczyć, jeżeli Ethan obieca, że zostanie w IMF. Hunt odpowiada Brassellowi, że wyśle mu pocztówkę, uśmiecha się i razem z Julią wychodzi z budynku.

## Obsada
- Tom Cruise – Ethan Hunt
- Philip Seymour Hoffman – Owen Davian
- Ving Rhames – Luther Stickell
- Billy Crudup – John Musgrave
- Michelle Monaghan – Julia Meade
- Jonathan Rhys Meyers – Declan Gormley
- Keri Russell – Lindsey Farris
- Maggie Q – Zhen Lei
- Simon Pegg – Benjamín „Benji” Dunn
- Eddie Marsan – Brownway
- Laurence Fishburne – Theodore Brassell
- Carla Gallo – Beth
- Bellamy Young – Rachael
- Paul Keeley – Ken
- Greg Grunberg – Kevin
- Sabra Williams – Annie
- Rose Rollins – Ellie
- Sasha Alexander – Melissa
- Tracy Middendorf – Ashley
- Aaron Paul – Rick

i inni

## Produkcja
Reżyser David Fincher (Podziemny krąg, Siedem) został wyznaczony do tworzenia M:i:III, lecz ten zaczął kręcić inny film. Fincher został wtedy zastąpiony reżyserem filmu Narc Joem Carnahanem, ale i ten zrezygnował.
Dean Georgaris i Frank Darabont pracowali na pierwszych szkicach scenariusza.
Produkcja filmu była wstrzymana do drugiej połowy 2004, aby Cruise mógł skończyć pracę nad Wojną światów.
Cruise zapytał o pozwolenie filmowania w Berlinie w budynku Reichstagu, lecz dostęp nie został mu udzielony.
Pierwsze 10 telewizyjnych spotów Mission: Impossible III było pokazywane podczas Superbowl, dwa razy podczas WWE Monday Night RAW i po The Shield.
Na specjalne życzenie Toma Cruise’a Kanye West przerobił temat z filmu w taki sam sposób, jak Limp Bizkit w Mission: Impossible II. Wersja Kanye’a słyszana jest pod koniec napisów końcowych. Dodatkowo West stworzył rapowy utwór „Impossible” (razem z Twista, Keyshia Cole i BJ Thomasem), który również miał pokazać się w filmie, lecz zamiast tego pojawił się na jego albumie: Graduation.